# Тадиял
Тадиял — село в Тляратинском районе Дагестана. Входит в состав сельского поселения сельсовет Хадияльский.

## География
Расположено в 10 км к востоку от районного центра — села Тлярата, на правом берегу реки Кудаор.

## Население
| 1869 | 1888 | 1895 | 1926 | 1939 | 1970 | 1989 |
| ---- | ---- | ---- | ---- | ---- | ---- | ---- |
| 109  | ↗176 | ↘140 | ↘72  | ↗226 | ↗260 | ↘91  |
| 2002 | 2010 | 2021 |      |      |      |      |
| ↘28  | ↘0   | →0   |      |      |      |      |